# Chah-e Boniad Seduq
Chah-e Boniad Seduq (em persa: چاه بنياد صدوق, também romanizada como Chāh-e Bonīād Şedūq) é uma aldeia do distrito rural de Esfandar, no condado de Abarkuh, na província de Yazd, Irã.